# Championnat d'Amérique du Nord masculin de volley-ball des moins de 19 ans 2004
Navigation
Édition précédente Édition suivante
Le 4e Championnat d'Amérique du Nord de volley-ball masculin des moins de 19 ans s'est déroulé du 18 août 2004 au 22 août 2004 à Mexico, Mexique. Il a mis aux prises les cinq meilleures équipes continentales.

## Équipes présentes
| - Mexique - États-Unis - Canada - Porto Rico - Guatemala |

## Compétition

### Tour préliminaire

#### Classement
| # | Équipe     | Pts | J | G | P | Sp | Sc | Ratio | Pp  | Pc  | Ratio |
| - | ---------- | --- | - | - | - | -- | -- | ----- | --- | --- | ----- |
| 1 | États-Unis | 8   | 4 | 4 | 0 | 12 | 2  | 6     | 330 | 273 | 1.209 |
| 2 | Canada     | 7   | 4 | 3 | 1 | 9  | 5  | 1.8   | 333 | 287 | 1.16  |
| 3 | Mexique    | 6   | 4 | 2 | 2 | 6  | 7  | 0.857 | 279 | 286 | 0.976 |
| 4 | Porto Rico | 5   | 4 | 1 | 3 | 8  | 9  | 0.889 | 367 | 355 | 1.034 |
| 5 | Guatemala  | 4   | 4 | 0 | 4 | 0  | 9  | 0     | 192 | 300 | 0.64  |

### Phase de classement

#### Classement 1-4
|  | Demi-finales                      | Demi-finales                      |                        |   | Finale                      | Finale                      |
|  | Demi-finales                      | Demi-finales                      |                        |   | Finale                      | Finale                      |
|  |                                   |                                   |                        |   |                             |                             |
|  | 21.08.04, 25-14 18-25 25-17 25-23 | 21.08.04, 25-14 18-25 25-17 25-23 |                        |   | 22.08.04, 18-25 25-27 17-25 | 22.08.04, 18-25 25-27 17-25 |
|  | 21.08.04, 25-14 18-25 25-17 25-23 | 21.08.04, 25-14 18-25 25-17 25-23 |                        |   | 22.08.04, 18-25 25-27 17-25 | 22.08.04, 18-25 25-27 17-25 |
|  | Canada                            | 3                                 |                        |   | 22.08.04, 18-25 25-27 17-25 | 22.08.04, 18-25 25-27 17-25 |
|  | Canada                            | 3                                 |                        |   | 22.08.04, 18-25 25-27 17-25 | 22.08.04, 18-25 25-27 17-25 |
|  | Mexique                           | 1                                 |                        |   | 22.08.04, 18-25 25-27 17-25 | 22.08.04, 18-25 25-27 17-25 |
|  | Mexique                           | 1                                 | Canada                 | 0 |                             |                             |
|  | 21.08.04, 25-20 25-22 25-21       |                                   | Canada                 | 0 |                             |                             |
|  |                                   | États-Unis                        | 3                      |   |                             |                             |
|  | États-Unis                        | États-Unis                        | 3                      | 3 |                             |                             |
|  | États-Unis                        |                                   |                        | 3 |                             |                             |
|  | Porto Rico                        | 0                                 |                        |   |                             |                             |
|  | Porto Rico                        | 0                                 | Match pour la 3e place |   |                             |                             |
|  |                                   |                                   |                        |   |                             |                             |
|  | 22.08.04, 25-22 25-21 19-25 25-17 |                                   |                        |   |                             |                             |
|  |                                   |                                   |                        |   |                             |                             |
|  | Mexique                           | 3                                 |                        |   |                             |                             |
|  | Mexique                           | 3                                 |                        |   |                             |                             |
|  | Porto Rico                        | 1                                 |                        |   |                             |                             |
|  | Porto Rico                        | 1                                 |                        |   |                             |                             |

## Classement final
| Place              | Équipe     |
| ------------------ | ---------- |
| Médaille d'or      | États-Unis |
| Médaille d'argent  | Canada     |
| Médaille de bronze | Mexique    |
| 4                  | Porto Rico |
| 5                  | Guatemala  |

## Distinctions individuelles
- MVP :
- Meilleur marqueur :
- Meilleur attaquant :
- Meilleur contreur :
- Meilleur serveur :
- Meilleur passeur :
- Meilleur défenseur :
- Meilleur réceptionneur :
- Meilleur libero :